# Tiffany Pollard
Tiffany Pollard (sinh ngày 6/1/1982, biệt danh: New York) là nữ diễn viên, ngôi sao truyền hình thực tế người Mỹ. Cô trở nên nổi tiếng từ sau các chương trình ti vi Flavor of Love và I Love New York (đài VH1).
Ngày 3 tháng 11 năm 2016, cô tham gia mùa hai của game show Famously Single (đài E!).

## Thời thơ ấu
Pollard sinh ra tại Utica, New York, cô là con gái của bà Michelle Rothschild-Patterson (biệt danh: Sister Patterson) và ông Alex Pollard. Cha mẹ cô không đi đến hôn nhân. Trong một tập của sê-ri web Brunch with Tiffany, Pollard chia sẻ cô bị rối loạn lưỡng cực.

## Sự nghiệp

### Flavor of Love
Năm 2006, Tiffany tham gia trong mùa một của chương trình Flavor of Love, cô ra về ở vị trí thứ hai sau Nicole "Hoopz" Alexander. Sang mùa thứ hai, cô quay trở lại ở tập 6 nhưng không chiến thắng và một lần nữa dừng lại ở top 2.